# Inteligencja pracująca
Inteligencja pracująca – dwuznacznie rozumiany termin, oznaczający:
- wszystkich pracowników innych niż robotnicy czy chłopi, w takim znaczeniu jest to odpowiednik „białych kołnierzyków”[1];
- nową inteligencję, której członkowie zawdzięczali swą pozycję awansowi społecznemu, odmienną od tzw. starej inteligencji[2];